# Michael Lammer
Michael Lammer (n. 25 de marzo de 1982 en Kirchberg, Suiza) es un jugador de tenis suizo que ha integrado en dos ocasiones el Equipo suizo de Copa Davis. La mayor parte de su carrera ha transcurrido en el circuito de challengers y futures con escasa participación a nivel ATP, aunque en dobles ha logrado conquistar un torneo de esta categoría en su país, en el Torneo de Gstaad.

## Títulos (0;0+1)

### Clasificación en torneos del Grand Slam
| Torneo          | 2006 | 2005 | 2006 | 2007 | 2008 | 2009 | 2010 | 2011 | 2012 | 2013 | 2014 | Títulos |
| --------------- | ---- | ---- | ---- | ---- | ---- | ---- | ---- | ---- | ---- | ---- | ---- | ------- |
| Australian Open | 1R   | -    | -    | -    | -    | -    | -    | -    | -    | -    | -    | 0       |
| Roland Garros   | -    | -    | -    | -    | -    | -    | -    | -    | -    | -    | -    | 0       |
| Wimbledon       | -    | -    | -    | -    | -    | -    | -    | -    | -    | -    | -    | 0       |
| US Open         | -    | 2R   | -    | -    | -    | -    | -    | -    | -    | -    | -    | 0       |

### Dobles (1)
| Leyenda                |
| Grand Slam (0)         |
| Tennis Masters Cup (0) |
| ATP Masters Series (0) |
| ATP Tour (1)           |

| N.º | Fecha               | Torneo | Superficie    | Pareja            | Oponentes en la final           | Resultado |
| --- | ------------------- | ------ | ------------- | ----------------- | ------------------------------- | --------- |
| 1.  | 27 de julio de 2009 | Gstaad | Tierra batida | Marco Chiudinelli | Jaroslav Levinsky Filip Polášek | 7-5 6-3   |

### Challengers (2)
| N.º | Fecha                   | Torneo    | Superficie    | Oponente en la final | Resultado      |
| --- | ----------------------- | --------- | ------------- | -------------------- | -------------- |
| 1.  | 7 de julio de 2007      | Montauban | Tierra batida | Thierry Ascione      | 1-6 6-3 7-6(4) |
| 2.  | 17 de noviembre de 2008 | Puebla    | Dura          | Rainer Eitzinger     | 6-2 3-6 6-4    |